# Helen Thayer
Helen Thayer   (Whangarei, 12 de novembre de 1927) és una exploradora d'origen neozelandès.
Als 50 anys va convertir-se en la primera dona en fer una expedició en solitari al Pol nord magnètic amb l'únic ajut d'un husky siberià. També va completar una expedició a peu de més de 2500 kilòmetres a través del Desert del Gobi, i altres expedicions similars al Desert del Sahara, el Desert de Sonora i la Vall de la Mort.
Durant anys va ser atleta professional en diversos esports. Mentre vivia a Guatemala va representar aquest país en llançament de disc als Jocs Centreamericans i del Carib i durant els anys 70 va ser campiona americana de luge.
Juntament amb el seu marit Bill, va viure un any sencer a la regió canadenca de Yukon, prop d'una colònia de llops, per observar-ne el seu comportament.
El 2009 va ser condecorada per la National Geographic Society i la Casa Blanca com una de les exploradores més importants del segle xx.

## Obres
- Polar Dream: The First Solo Expedition by a Woman and Her Dog to the Magnetic North Pole
- Walking the Gobi: A 1600 Mile Trek Across a Desert of Hope and Despair
- Three Among the Wolves: A Couple and their Dog Live a Year with Wolves2 in the Wild